# جرج بیتی (ورزشکار)
جرج بیتی (انگلیسی: George Beattie; ۲۸ مهٔ ۱۸۷۷ – ۶ آوریل ۱۹۵۳) ورزشکار اهل کانادا بود.
وی در مسابقات کشوری و بین‌المللی در مجموع برندهٔ ۳ مدال نقره شده‌است.